# Sampo Sarkola

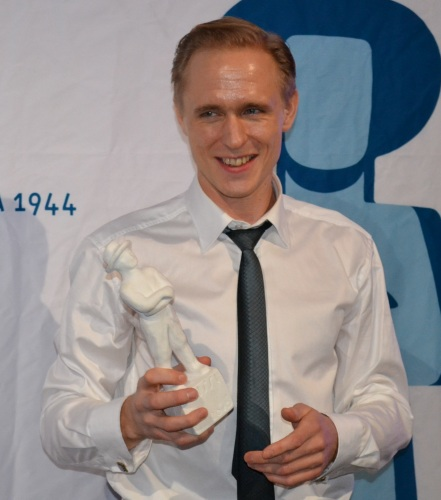
Sampo Sarkola (2011)

Sampo Sarkola (* 31. Januar 1978 in Helsinki) ist ein finnischer Schauspieler.

## Leben
Sampo Sarkola ist der Sohn des Schauspielers Asko Sarkola. Seine ältere Schwester ist die Dramatikerin Milja Sarkola. Seine Stiefmutter ist die Schauspielerin Jonna Järnefelt, mit der sein Vater seit 1990 verheiratet ist. 
Er schloss sein Schauspielstudium an der Theaterakademie Helsinki ab und war anschließend von 2004 bis 2016 am schwedischsprachigen Lilla Teatern in Helsinki beschäftigt.
Bereits während seiner Studienzeit war Sarkola vereinzelt in einigen Kurzfilmen und Fernsehproduktionen zu sehen, bevor er 2004 mit seiner Rolle in dem von Åke Lindman inszenierten Kriegsfilm Beyond the Front Line – Kampf um Karelien auf der Leinwand debütierte. Seitdem war er in über 40 Film- und Fernsehproduktionen zu sehen. Für seine Darstellung des Make in dem von Saara Cantell inszenierten Drama Kohtaamisia wurde Sarkola 2011 mit einem Jussi als Bester Nebendarsteller ausgezeichnet.

## Filmografie
- 2004: Beyond the Front Line – Kampf um Karelien (Framom främsta linjen)
- 2004: Gourmet Club
- 2009: Kohtaamisia
- 2010: Priest of Evil (Harjunpää ja pahan pappi)
- 2011: Hella W
- 2013: In aller Liebe (Kaikella rakkaudella)
- 2015: Der Geheimbund von Suppenstadt (Supilinna Salaselts)
- 2016–2019: Bordertown (Sorjonen, Fernsehserie, acht Folgen)
- 2016: Nurses (Syke, Fernsehserie, eine Folge)
- 2018: Jäger – Tödliche Gier (Jägarna, Fernsehserie, sechs Folgen)
- 2018: Der Kommissar und das Meer (Fernsehserie, eine Folge)
- 2018: Jäger – Tödliche Gier (Jägarna, Fernsehserie, acht Folgen)
- 2021: Bordertown: Ein besserer Ort (Sorjonen: Muraalimurhat)
- 2021: Winski und das Unsichtbarkeitspulver (Vinski ja näkymättömyyspulveri)
- 2022: Made in Finland (Fernsehserie, sechs Folgen)